# Římskokatolická farnost Olomouc – Hejčín
Římskokatolická farnost Olomouc – Hejčín je územní společenství římských katolíků, jehož farním kostelem je kostel sv. Cyrila a Metoděje v děkanátu Olomouc olomoucké arcidiecéze.

## Historie farnosti
Farnost byla zřízena v roce 1942 při kostele sv. Cyrila a Metoděje, postaveném v roce 1932 arcibiskupem Leopoldem Prečanem.

## Území farnosti a kostely na něm
Do farnosti náleží území těchto místních částí Olomouce:
- Hejčín – farní kostel sv. Cyrila a Metoděje
- Neředín – kaple sv. Jana Nepomuckého a ústřední olomoucký hřbitov
- Řepčín – kaple sv. Isidora

## Duchovní správci
Farnost spravují od roku 1990 karmelitáni. Od července 2013 byl farářem P. Mgr. Petr Marian Masařík, O.Carm. Toho s platností od července 2018 vystřídal P. Pavel Gorazd Cetkovský OCarm.

## Bohoslužby
| Kostel                       | Místo   | Bohoslužba (den)                           | Hodina                 | Poznámka     |
| ---------------------------- | ------- | ------------------------------------------ | ---------------------- | ------------ |
| kostel sv. Cyrila a Metoděje | Olomouc | neděle pondělí středa čtvrtek pátek sobota | 7.00, 10.00 17.30 8.00 | farní kostel |

## Aktivity ve farnosti
Každoročně se ve farnosti koná tříkrálová sbírka, v roce 2017 se při ní vybralo 46 418 korun.
Pravidelně (každý týden) probíhají ve farnosti modlitby matek, při bohoslužbách zpívá schola. Každý měsíc vychází zpravodaj Hejčínské oko.